# Literaturjahr 1850
Liste der Literaturjahre

◄ | 1846 | 1847 | Literaturjahr 1850 | 1851 | 1852 | 1853 | 1854 | ► | ►►

Weitere Ereignisse

## Ereignisse

### Blindenschrift
- Die von Louis Braille erfundene Brailleschrift wird in Frankreich offiziell an Blindenschulen eingeführt.

### Prosa
- November: Nachdem die letzten monatlichen Fortsetzungen mit Illustrationen von Phiz erschienen sind, erscheint der Roman David Copperfield von Charles Dickens erstmals auch in Buchform. Dickens selbst bezeichnet David Copperfield später als seine Lieblingsgeschichte. Sie gilt als einer der bedeutendsten Bildungsromane der englischen Literatur.

- Nathaniel Hawthorne veröffentlicht den Roman The Scarlet Letter, der sich mit dem Puritanismus aus der Sicht der Romantik auseinandersetzt.
- Alexandre Dumas der Ältere veröffentlicht den Roman Die schwarze Tulpe.
- Herman Melville veröffentlicht den Roman Weißjacke oder Die Welt auf einem Kriegsschiff.
- Von Adalbert Stifter erscheint die Erzählung Zwei Schwestern (erweiterte Fassung).

### Drama
- Nach Problemen mit der Theaterzensur erscheint die Komödie Der Bankrott von Alexander Nikolajewitsch Ostrowski mit einjähriger Verspätung in der Zeitschrift Moskwitjanin unter dem Namen Es bleibt ja in der Familie (Свои люди – сочтёмся). Die Uraufführung erfolgt erst über ein Jahrzehnt später.

### Periodika
- 27. März: Die von Charles Dickens herausgegebene Wochenzeitschrift Household Words erscheint erstmals.
- Juni: Harper & Brothers bringen in den USA die Erstausgabe von Harper's New Monthly Magazine heraus. Die erste Auflage von 7.500 Exemplaren ist sofort vergriffen, und innerhalb eines halben Jahres wird eine Auflage von 50.000 Exemplaren erreicht.

### Religion
- 29. September: In der Zirkumskriptionsbulle Universalis Ecclesiae verfügt Papst Pius IX. die Wiederherstellung der Struktur der römisch-katholischen Kirche auf der britischen Insel und in Gibraltar.

### Ehrungen
- 19. November: Alfred Tennyson wird von Königin Victoria von Großbritannien und Irland zum Poet Laureate ernannt.

## Geboren
- 04. Januar: Paul d’Abrest, böhmischer Schriftsteller († 1893)
- 14. Januar: Pierre Loti, französischer Marineoffizier und Schriftsteller († 1923)
- 15. Januar: Mihai Eminescu, rumänischer Dichter († 1889)
- 28. Januar: John Collier, britischer Schriftsteller und Maler († 1934)

- 08. Februar: Kate Chopin, US-amerikanische Schriftstellerin († 1904)

- 06. März: Victoria Benedictsson, schwedische Schriftstellerin († 1888)
- 11. März: Sophie von Adelung, deutsche Schriftstellerin und Malerin († 1924)
- 26. März: Edward Bellamy, US-amerikanischer SF-Autor († 1898)

- 07. April: Robert de Bonnières, französischer Schriftsteller († 1905)
- 23. April: Philippe Godet, Schweizer Schriftsteller († 1922)

- 01. Juni: Sami Frashëri, albanischer Literat († 1904)
- 13. Juni: Wilhelm Erman, deutscher Bibliothekar († 1932)
- 27. Juni: Lafcadio Hearn, britischer Schriftsteller († 1904)

- 05. August: Guy de Maupassant, französischer Schriftsteller und Dichter († 1893)

- 30. September: Babette von Bülow, deutsche Schriftstellerin († 1927)
- 05. Oktober: Ludwig Wilser, deutscher Arzt und Schriftsteller († 1923)

- 13. November: Robert Louis Stevenson, schottischer Schriftsteller († 1894)
- 17. November: Friedrich Hermann Wölfert, deutscher Verleger und Luftfahrtpionier († 1897)
- 19. November: Hans Brendicke, Berliner Turnlehrer, Turnschriftsteller und Redakteur († 1925)

- Datum ungenannt: Mihran Nakkashian, armenischer Herausgeber und Publizist († 1944)

## Gestorben
- 20. Januar: Adam Oehlenschläger, dänischer Nationaldichter der Romantik (* 1779)
- 23. April: William Wordsworth, britischer Dichter (* 1770)

- 09. Mai: Theodor Wilhelm Danzel, deutscher Literaturhistoriker (* 1818)
- 12. Mai: Heinrich August Pierer, deutscher Offizier, Verleger und Lexikograf (* 1794)

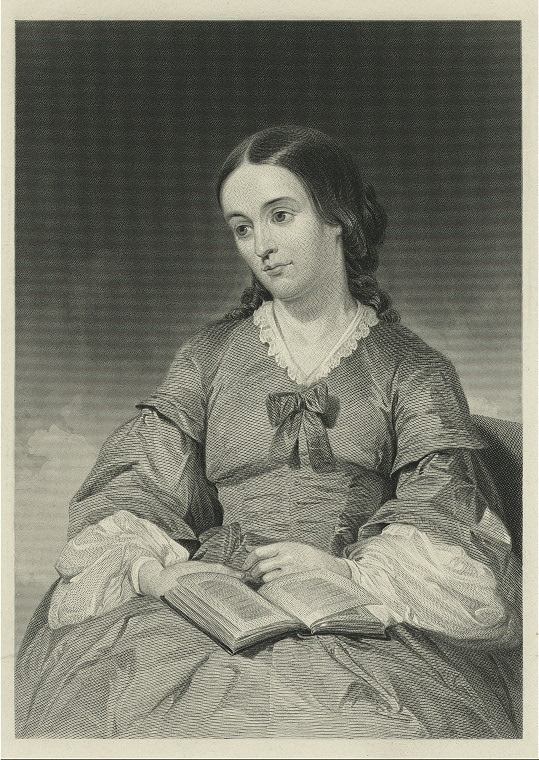
Margaret Fuller

- 19. Juli: Margaret Fuller, US-amerikanische Journalistin, Schriftstellerin, Kritikerin und Aktivistin für Frauenrechte (* 1810)

- 18. August: Honoré de Balzac, französischer Schriftsteller (* 1799)
- 22. August: Nikolaus Lenau, österreichischer Schriftsteller (* 1802)

- 07. September: Julius Minding, deutscher Arzt und Schriftsteller (* 1808)
- 22. September: Johann Heinrich von Thünen, deutscher Autor (* 1783)

- 04. November: Gustav Schwab, deutscher Pfarrer, Schriftsteller und Herausgeber (* 1792)
- 24. Dezember: Frédéric Bastiat, französischer Ökonom und Journalist (* 1801)